# Ходкевич, Иероним Юрьевич
Иерони́м Ходке́вич (1560 — 29 августа 1617) — государственный и военный деятель Великого княжества Литовского, конюший великий литовский (1588—1593), воевода мстиславский (1593—1595), каштелян виленский (1595—1617), староста берестейский (с 1595 года).

## Биография
Представитель литовского магнатского рода Ходкевичей герба «Косцежа», сын каштеляна трокского Юрия (Ежи) Ходкевича (1524—1569) и Софии Олелькович (ум. 1571).
В 1588 году Иероним Юрьевич Ходкевич получил должность конюшего великого литовского, а в 1593 году стал воеводой мстиславским. В 1595 году был назначен каштеляном виленским и старостой берестейским.
Участвовал в войнах Речи Посполитой с Русским государством и Швецией. Во время рокоша Николая Зебжидовского (1606—1609) обеспечил королю и великому князю Сигизмунду III Вазе поддержку в Великом княжестве Литовском.
Был четырежды женат. Около 1582 года первым браком женился на княжне Богдане Александре Полубинской, от брака с которой имел единственную дочь:
- София Ходкевич, жена подскарбия надворного литовского Павла Воловича.

До 1594 года вторично женился на Анне Тарло, от брака с которой имел двух сыновей и пять дочерей:
- Ян Иероним Ходкевич (ум. 1618), подстолий великий литовский
- Криштоф Ходкевич (ум. 1652), каштелян трокский и виленский, воевода виленский
- Анна Ходкевич, жена каштеляна полоцкого Николая Богуслава Зеновича
- Теофила Ходкевич
- Барбара Ходкевич, жена каштеляна новогрудского Василия Копца
- Эльжбета Ходкевич (ум. после 1630), жена с 1613 года каштеляна витебского Александра Богдана Сапеги (1585—1633)
- Кристина Ходкевич, жена каштеляна парнавского Вольмара Фаренсбаха (1586—1633).

От третьего брака с Доротеей Рей и четвертого брака с Софией Корбачевой, бывшей супругой Романа Рожинского (ум. 1635) потомства не оставил.
29 августа 1617 года каштелян виленский Иероним Ходкевич скончался, был похоронен в Бресте.